# Będargowo (powiat choszczeński)
Będargowo (niem. Groß Mandelkow) – wieś sołecka w Polsce, położona w województwie zachodniopomorskim, w powiecie choszczeńskim, w gminie Pełczyce,  ok. 5 km na południowy wschód od Pełczyc, między Pełczycami a miejscowością Jarosławsko. 
W roku 2007 wieś liczyła 443 mieszkańców.
W skład sołectwa Będargowo wchodzi również osada Będargowiec. W Będargowie znajduje się szkoła podstawowa.
| SIMC    | Nazwa  | Rodzaj     |
| ------- | ------ | ---------- |
| 0185471 | Kosowo | przysiółek |

## Historia
Pierwsza wzmianka pochodzi z 1310 r. W 1337 r. wieś liczyła 70 łanów. Wieś została zniszczona w 1444 r. podczas wojny z Krzyżakami i jako ziemia opuszczona stała się własnością rodziny von Pariss (Paries). Dopiero pod koniec XVI wieku Będargowo zostało odbudowane, wówczas także powstał nowy kościół (lub odbudowano zniszczony). W wyniku koneksji rodzinnych w 1720 r. majątek w Będargowcu przechodzi na rodzinę von Bornstedt (w jej posiadaniu do roku 1820). Folwark powstał prawdopodobnie na pocz. XIX wieku; w latach 1820–1840 należał do Johanna W. Möllera, a od 1856 r. do - pochodzącej z Niderlandów - rodziny v. Kuycke. Na pocz. XX wieku zbudowano dwór. W 1828 r. wieś liczyła 499 mieszkańców. Największe gospodarstwa chłopskie w Będargowie liczyły po 26-35 ha (były tylko 4 takiej wielkości). W 1933 r. ostatni właściciel folwarku (narodowości żydowskiej) sprzedał ziemię i budynki swoim pracownikom. Wiele z obiektów gospodarczych zostało już wówczas zaadaptowanych na cele mieszkalne, inne przebudowano. Po II wojnie światowej majątek zajęli osadnicy. W 1952 r. powstała tu Rolnicza Spółdzielnia Produkcyjna. Obecnie w zasobach Agencji Nieruchomości Rolnych - częściowo wydzierżawiono spółce z kapitałem zagranicznym.
W latach 1954–1968 wieś należała i była siedzibą władz gromady Będargowo, po jej zniesieniu w gromadzie Pełczyce. W latach 1975–1998 miejscowość administracyjnie należała do województwa gorzowskiego.

## Zabytki
Do wojewódzkiego rejestru zabytków wpisany jest:
- kościół pw. św. Antoniego Padewskiego z XV/XVI wieku oraz XVIII i XIX wieku, kościół parafialny, rzymskokatolicki należący do dekanatu Barlinek, archidiecezji szczecińsko-kamieńskiej, metropolii szczecińsko-kamieńskiej. Płyta nagrobna z 1742[9].